# Mellicta distans
Mellicta distans är en fjärilsart som beskrevs av Higgins 1955. Mellicta distans ingår i släktet Mellicta och familjen praktfjärilar. Inga underarter finns listade i Catalogue of Life.